# ТЕС Аваза
40°0′41″ пн. ш. 52°50′44″ сх. д. / 40.01139° пн. ш. 52.84556° сх. д.
ТЕС Аваза – теплова електростанція у прикаспійському регіоні Туркменістану.
У 2010 році на майданчику станції до ладу дві встановлені на роботу у відкритому циклі газові турбіни потужністю по 127 МВт. 
Видача продукції відбувається по ЛЕП, розрахованим на роботу під напругою 35 кВ та 110 кВ.
Як паливо ТЕС споживає природний газ, який на момент спорудження станції надходив до Туркменбаші по трубопроводу Белек – Красноводськ.